# Nanolania
Nanolania is een geslacht van uitgestorven rhytidosteïde temnospondyle Batrachomorpha (basale 'amfibieën') uit het Vroeg-Trias (Indien) in het zuiden van centraal Queensland, Australië. Het is bekend van het holotype QMF 12293, een postorbitaal fragment geassocieerd met onderkaakfragmenten en van de geassocieerde paratypen QMF 14480, een lateraal complete schedel met kaken, QMF 35247, een slecht geconserveerde schedel met rechteronderkaakbeen, QMF 35393, een slecht geconserveerde gedeeltelijke schedel en QMF 39666, een posterieur orbitaal en mandibulaire fragment, gevonden in de Arcadia-formatie in de Rewan-groep. 
Dit geslacht werd in 2000 door Adam M. Yates benoemd. De typesoort is Nanolania anatopretia. De geslachtsnaam betekent 'de dwergslachter', een ironische verwijzing naar het kleine formaat. De soortaanduiding is afgeleid van het Latijn anas, 'eend' en pretium, 'prijs' of 'waarde', een verwijzing naar de vindplaats Duckworth Creek. Het ~pretia is een mislukte poging er een vrouwelijke vorm van te maken van de onjuiste vooronderstelling uit dat het om een bijvoeglijk naamwoord zou gaan. Pretia is in feite het meervoud van pretium.
De schedel is vermoedelijk minder dan vijf centimeter lang. 